# Тікушу-Ноу
Тікушу-Ноу (рум. Ticușu Nou) — село у повіті Брашов в Румунії. Входить до складу комуни Комена.
Село розташоване на відстані 179 км на північний захід від Бухареста, 44 км на північний захід від Брашова.

## Населення
За даними перепису населення 2002 року у селі проживали 555 осіб. Усі жителі села рідною мовою назвали румунську.
Національний склад населення села:
| Національність | Кількість осіб | Відсоток |
| -------------- | -------------- | -------- |
| румуни         | 522            | 94,1%    |
| цигани         | 32             | 5,8%     |